# Weland il fabbro

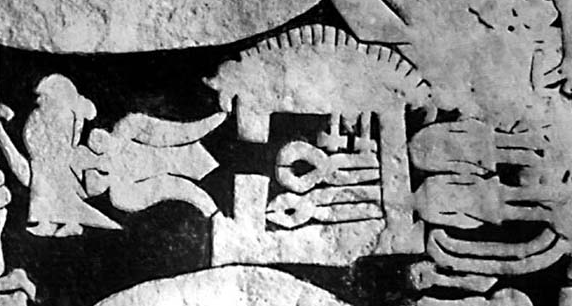
Da sinistra: La figlia di Níðuðr, Völundr in forma di aquila mentre si allontana volando, la sua fucina e i figli morti di Níðuðr nascosti dietro essa. Pietra Ardre VIII.

Weland il fabbro (inglese antico Wēland e Welund; norreno Völundr e Velent; antico alto-tedesco Wiolant; medio alto-tedesco Wielant; proto-germanico Wēlandaz, cioè Wēla-nandaz, lett. "coraggioso in battaglia -combattente coraggioso") è un mastro fabbro della Mitologia germanica. La sua leggenda è narrata in area nordica nella Völundarkviða (un poema epico dell'Edda poetica) e nella Þiðrekssaga (Saga di Teoderico da Verona) e raffigurata sull'VIII Pietra di Ardre. Nelle fonti antico-inglesi, appare in Deor, in Waldere e in Beowulf e rappresentato sul Cofanetto Franks. Viene anche menzionato nei poemi tedeschi del ciclo di Dietrich von Bern come padre dell'eroe Witige.
Ha avuto una grande notorietà nel Medioevo anche con il nome di Galan, in lingua francese medioevale.

## Leggenda

### Nella Þiðrekssaga
La versione più completa della leggenda di Velent il fabbro è contenuta nel Velents þáttr ("racconto di Velent") segmento narrativo della Þiðrekssaga af Bern ("Saga di Teodorico di Verona").
Velent, figlio del gigante Vaði, viene istruito nella lavorazione del metallo prima dal fabbro Mímir, poi da due maestri nani, che però, invidiosi della sua abilità, decidono di sbarazzarsi di lui. Velent riesce ad avere la meglio sui nani, si impossessa dei loro attrezzi, dei loro tesori e si mette in viaggio entrando al servizio del re danese Niðungr. Amilias, il fabbro di corte, anch'egli invidioso delle capacità del ragazzo, sfida Velent a costruire una spada che sia in grado di perforare la sua migliore armatura. Velent forgia la spada Mimung e il giorno della sfida taglia a metà l'armatura e lo stesso Amilias che la indossava.
Dopo qualche tempo Niðungr parte per una spedizione militare, ma all'indomani della battaglia scopre di non avere con sé la pietra della vittoria (una sorta di amuleto portafortuna) e promette a chi gliela avesse recuperata, metà del regno e la propria figlia in sposa. Velent riesce nell'impresa, ma, di ritorno al campo, viene assalito dagli uomini del re che desiderano riscuotere il premio al posto suo. Nella mischia Velent uccide un ufficiale, scatenando l'ira di Niðungr. Il re non solo gli nega la ricompensa, ma addirittura gli fa tagliare i tendini delle gambe perché non possa fuggire e lo costringe a lavorare per lui nella fucina giorno e notte.
Velent inizia allora a preparare la vendetta: uccide i figlioletti del re che sono venuti a chiedergli delle frecce per la caccia e usa le loro ossa per fabbricare oggetti per il sovrano.
Qualche tempo dopo anche la figlia di Niðungr si presenta alla fucina e chiede al fabbro di ripararle un anello rotto. Velent invece giace con lei e la principessa rimane incinta.
Nel frattempo il fratello di Velent, Egill, giunge alla corte di Niðungr per prestargli soccorso. Velent chiede ad Egill di procurargli molte piume d'uccello. Con queste Velent si fabbrica un abito da uccello e spicca il volo. Velent svela a Niðungr tutta la propria vendetta (l'uccisione dei figli e la violazione della figlia) e vola via. Dopo la morte di Niðungr, sale sul trono il principe Otvin, che si riconcilia con Velent e gli concede in sposa la sorella, già madre di suo figlio Viðga.
Anni dopo Velent dona a Viðga l'indistruttibile spada Mimung e il forte cavallo Skemmingr. Equipaggiato in questo modo, Viðga entra al servizio del re Þiðrekr, protagonista dell'omonima saga.

### Nell'Edda poetica
Alle vicende di Völundr è dedicato anche il poema eddico Völundarkviða ("carme di Völundr").
Völundr, figlio del re dei Finnar, vive in Ulfdalir ("le valli dei lupi") con i fratelli Egill e Slagfiðr. Un giorno i tre giovani incontrano sulle rive di un lago tre valchirie e le portano a casa loro. Egill prende per sé Ölrún, Slagfiðr prende Hlaðguðr svanhvít e Völundr Hervör alvitr. Dopo nove inverni trascorsi insieme, le tre spose, trasformate in cigni, volano via per compiere il loro destino di valchirie. Egill e Slagfiðr partono in fretta per cercare le mogli, ma Völundr rimane in Ulfdalir sperando nel ritorno di Hervör alvitr. Egli fabbrica molti anelli d'oro per la sposa: ne fa in tutto settecento.
Un giorno Völundr torna da caccia e conta gli anelli e si accorge che ne manca uno e crede che Hervör alvitr sia tornata a prenderlo. Così si addormenta. Ma al risveglio trova il crudele re Níðuðr, che era entrato a rubare l'anello e che ora lo fa prigioniero. Níðuðr fa tagliare a Völundr i tendini delle gambe e lo relega su una piccola isola perché lavori per lui e non possa fuggire. L'anello rubato viene dato alla figlia del re, Bodvilðr.
Un giorno i due figlioletti di Níðuðr vengono all'isola di Völundr per vedere i tesori della sua fucina. Völundr dice loro di tornare in segreto. Quando questi tornano, Völundr li decapita e usa i loro teschi per fare coppe per il re e gli occhi per fare gioielli per la regina e i denti per fare collane per Böðvildr.
Una volta Böðvildr viene alla fucina per far riparare l'anello che si era rotto. Völundr le dà una bevanda drogata e giace con lei e la principessa rimane incinta. Poi Völundr spicca il volo e rivela a Níðuðr tutta la sua vendetta (l'uccisione dei figli e la violazione della principessa) e, fatto promettere al re che nessun male verrà arrecato a Böðvildr e a suo figlio, vola via.

### Riferimenti anglosassoni

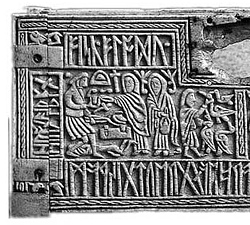
Il fabbro Weyland con la principessa e l'ancella e, a destra, Egil che caccia, nel pannello frontale del cofanetto Franks (vedi testo).

La figura di Weland era ampiamente conosciuta anche nel mondo anglosassone. Il poemetto in antico inglese Deor, elegia che elenca le sofferenze dei maggiori eroi del ciclo gotico, dedica a Welund e a Beadohilde le prime due strofe:

1. Welund tra le serpi conobbe sventura,
2. l'uomo risoluto patì sofferenze,
3. ebbe a compagni dolore e desiderio,
4. desolazione invernale; trovò spesso affanno
5. dopo che Niðhad a lui impose vincoli,
6. flessuosi lacci a miglior uomo.
7. Quello è passato, passerà anche questo.
8. Beadohilde non fu per la morte dei suoi fratelli
9. così affranta in cuore come per il suo proprio stato
10. s'era con certezza accorta
11. d'esser gravida; mai seppe
12. pensare fiduciosa cosa ne sarebbe stato.
13. Quello è passato, passerà anche questo.

Weland è nominato anche nel frammentario poema Waldere e nel celebre Beowulf: in entrambi i poemi l'eroe eponimo porta un'arma forgiata dal fabbro.
Una scena della leggenda di Welund si trova raffigurata sul pannello anteriore del cofanetto Franks, accanto all'adorazione dei Magi. Weland è all'estrema sinistra della scena, nella fucina dove egli è tenuto prigioniero. Sotto la fornace è il corpo decapitato di uno dei figli di Niðhad. Con una mano Welund stringe le tenaglie, con l'altra offre il calice di birra drogata a Beadohilde. Dietro a Beadohilde un'altra figura femminile, forse un'ancella. A destra della scena un uomo, probabilmente Egill, sta catturando gli uccelli con le cui piume Welund si fabbricherà le ali.
Altre raffigurazioni di Weland risalenti all'epoca vichinga si trovano nell'Inghilterra del Nord. A Halton nel Lancashire, Weland è raffigurato nella sua fucina, circondato dai suoi strumenti. Sulle croci di Leeds e West Yorkshire, a Sherburn-in-Elmet e Bedale, e nel North Yorkshire, Welund è rappresentato mentre vola con il suo abito di piume.

## Toponimi
È anche associato con la Forge de Wieland ("Fucina di Wieland"), un sepolcro funerario nella Contea di Oxford. Questo monumento megalitico è stato chiamato così dai Sassoni, ma risale a un'epoca precedente al loro arrivo. Da questa assimilazione viene la superstizione secondo la quale un cavallo lasciato una notte intera con una piccola moneta d'argento (Groat) sarà trovato l'indomani completamente ferrato e il pezzo d'argento sparito.

## Spade che sarebbero state forgiate da Weland

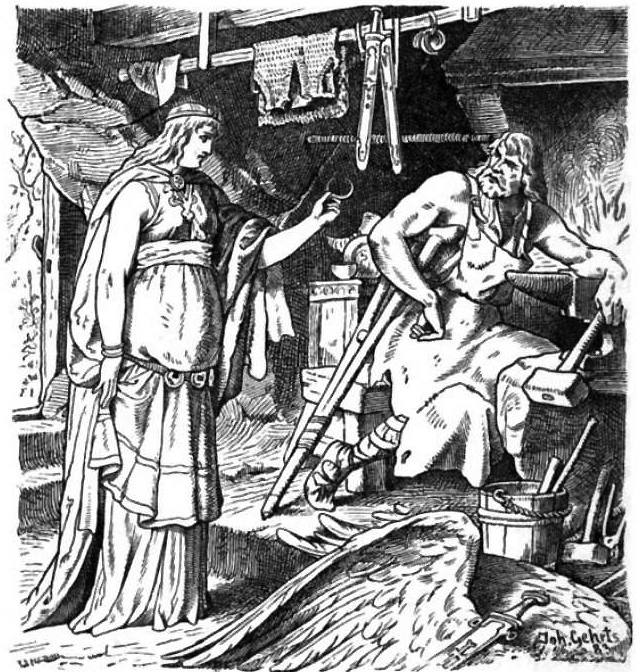
Böðvildr in Weyland's Smithy
John Gehring (1883)

- Almace, la spada di Arcivescovo Turpino, secondo la Karlamagnus Saga (Saga di Carlo Magno).
- Caliburn, la spada di Macsen, Mago Merlino, e Re Artù, nella leggenda Arturiana di Mary Stewart.
- Cortana, la spada di Uggieri il Danese, secondo la Karlamagnus Saga.
- Durlindana, la spada di Rolando, secondo la Karlamagnus Saga, (nonostante nell'Orlando Innamorato la Durlindana fosse la spada di Ettore di Troia).
- Mimung (in norreno, Mimming in antico inglese, Mimminc in alto tedesco medio). Secondo la Þiðrekssaga (Saga di Teodorico da Verona) Velent forgiò due spade identiche: la più forte chiamata appunto Mimung la tenne per sé, l'altra fu donata a re Níðungr. Nella Völundarkviða invece Níðuðr prese la spada di Völundr dopo averlo fatto prigioniero. Nella letteratura tedesca medioevale e nella stessa Þiðrekssaga, Mimung diviene la spada di Viðga (in alto tedesco medio Witege), figlio di Velent e compagno d'armi di Þiðrekr (alto tedesco medio Dietrich). Essa passa poi nelle mani di Waldere nell'omonimo poema anglosassone e di Landri (Landres), nipote di Carlo Magno, nella Karlamagnus Saga.
- La spada senza nome di Huon di Bordeaux, secondo John Bourchier, Lord Berners.
- Una spada senza nome la cui storia è raccontata da Rudyard Kipling in Puck of Pook's Hill.
- La spada senza nome dell'eroe nella Chanson de Gui de Nanteuil.
- Un ouvrier de Galan, un aiutante di Weland, dice che abbia forgiato la spada dell'eroe Merveilleuse nella Chanson de Doon de Mayence.

Inoltre sono opera di Weland l'armatura di Beowulf nell'omonimo poema (verso 455) e quella di Waltharius nell'poemetto latino.

## Nella fantascienza moderna
- The Winter of the World (L'inverno del mondo), una serie TV di fantasia di Michael Scott Rohan combina elementi mitici da fonti norrene e antico inglese, tra cui la forgiatura di una spada rassomigliante alla Cortana. Uno dei personaggi viene catturato e costretto a forgiare oggetti di metallo per il re; dopo che viene paralizzato e imprigionato su un'isola, crea una serie di ali per fuggire dalla sua prigionia. Le storie di Elof the Smith (Elof il fabbro) nella trilogia in qualche modo parallela alle leggende di Wayland Smith.
- Northworld: Justice di David Drake si basa sulle storie di Weyland.
- Wieland il fabbro è un personaggio dei Fumetti Fables di Bill Willingham.
- Nella saga Shadowhunters di Cassandra Clare il nome viene cambiato il Wayland, ma resta il fabbro creatore di Cortana, Durlindana e, in questo caso, Gioiosa.